# Муртазалиев, Бахрам Саит-Хамзатович
Бахрам Саит-Хамзатович Муртазалиев (род. 2 января 1993, Грозный, Чечня, Россия) — непобеждённый российский боксёр-профессионал, выступавший в первой средней, средней, и второй средней весовых категорий. Мастер спорта России, многократный победитель и призёр турниров международного и национального значения в любителях. Среди профессионалов действующий чемпион мира по версии IBF (2024—н.в.), чемпион Евразии по версии Eurasian Boxing Parliament (2019—2024), и бывший чемпион США по версии WBC United States (USNBC) (2018—2019), чемпион Америки по версии IBA Americas (2018—2020) в 1-м среднем весе.
Лучшая позиция по рейтингу BoxRec — 2-я (октябрь 2024) и является 1-м среди российских боксёров первой средней весовой категории входя в ТОП-3 лучших боксеров в первого среднего веса.

## Биография
Муртазалиев родился 2 января 1993 года в городе Грозном. Вместе со своей семьёй вынужден был покинуть родину из-за первой военной компании в Чечне 1994—1996 годов. Некоторое время проживал в Казахстане. В 1999 году семья вернулась в Россию и поселилась в городе Пласт Челябинской области, а в 2005 году она вернулась в Чечню. В 2012 году переехал в Челябинск где продолжил любительскую карьеру боксёра.
Бахрам окончил Челябинский государственный университет по специальности «институт права».

## Любительская карьера
С 8 лет занимался борьбой, а в 10 лет переключился на бокс. В свободное время любит смотреть и играть в футбол.
Через полгода после начала занятий боксом выиграл турнир в городе Троицке, в Челябинской области. В 2004 году завоевал золотую медаль на международном турнире в Казахстане. Неоднократно побеждал на чемпионате Республики Казахстан. Стал призёром первенства России среди взрослых. После чего он получил спортивное звание Мастер спорта России по боксу.
Его рекорд в любителях: 154 победы и 17 поражений. В любителях он тренировался под руководством Руслана Лорсанова, Умара Абдулаева, Шерипа Абдулхаджиева и Зелимхана Дудаева.

## Профессиональная карьера
В 2014 году принял решение перейти в профессионалы и подписал контракт с промоутерской компанией Main Events, которой руководит Кэти Дува, а его менеджером является Эгис Климас.
В профессионалах он тренируется под руководством Аброра Турсунпулатова, который также готовил к боям экс-чемпиона мира Сергея Ковалёва. Его партнёрами по тренировкам являлись такие чемпионы мира как: Сергей Ковалёв, Александр Усик и Василий Ломаченко.
31 мая 2014 года в Челябинске, состоялся его дебют в профессиональном боксе, в категории среднего веса (до 72,6 кг), когда он единогласным решением судей (счёт: 40-36 — трижды) победил соотечественника Васифа Мамедова (0-1).
25 июня 2014 года вновь в Челябинске, во втором своём профессиональном бою, досрочно техническим нокаутом в 1-м же раунде победил опытного соотечественника Андрея Тылилюка (2-48-3).
11 июля 2016 года в Екатеринбурге, в шестом своём профессиональном бою, досрочно техническим нокаутом во 2-м раунде победил опытного небитого соотечественника Магомедкамиля Мусаева (3-0).
19 ноября 2016 года в седьмом своём профессиональном бою, он впервые выступил в США (в Лас-Вегасе), в андеркарде боя «Сергей Ковалёв — Андре Уорд», где он досрочно нокаутом во 2-м раунде победил опытного небитого узбека Ботиршера Обидова (6-0-1).

#### Отборочный бой на титул IBF
3 ноября 2019 года в Лас Вегасе (США) вышел в отборочном бою по линии IBF и перебоксировал испанца Хорхе Фортеа (20-2-1, 6 КО) . Бахрам провел грамотный поединок работая с дистанции джебом. Испанец искал свои шансы вблизи и пытаясь навязать силовой бокс отвечая ударами на удар, но не преуспел в этом. По итогу 12 раундов боя Бахрам победил с солидным преимуществом: 120—108, 119—109 и 118—110. Благодаря победе занял 1 место в рейтинге IBF став претендентом. 
3 раза получал отступные от чемпиона IBF американца Джермелла Чарло пока тот проводил унификации с другими чемпионами и объединял титулы. 
В конце концов 22 июля 2021 года стало известно, что накануне Международная боксёрская федерация (IBF) обязала чемпиона мира в 1-м среднем весе по версиям WBC/WBA/IBF американца Джермелла Чарло (34-1-1, 18 KO) провести незамедлительную защиту против официального претендента из России Бахрама Муртазалиева (19-0, 14 КО). Сторонам поединка дали 30 дней, чтобы договориться полюбовно и избежать промоутерских торгов.

### Бой за титул IBF
После того как Джермелл Чарло отказался от пояса федерация назначила Бахраму бой за вакантный титул со вторым номером рейтинга Джеком Кулкаем. Торги на право организации боя выиграла промоутерская компания представляющая интересы Кулкая AGON Sports. Поединок состоялся 6 апреля 2024 года в немецком Фалькензе. Кулкай начал слабо и уступал инициативу сопернику, но сумел переломить ход боя во второй половине. Он выиграл несколько раундов, но сильно устал, и Муртазалиев воспользовался этим, завершив бой техническим нокаутом в 11-м раунде.

#### Бой с Тимом Цзю
Летом 2024 года стало известно, что IBF назначили обязательным претендентом на пояс Тима Цзю. Ранее федерация хотела свести в отборочном поединке Цзю и Эриксона Лубина, но последний отказался ввиду травмы руки. Бой прошёл 19 октября в Орландо (штат Флорида, США). Боксеры стали вести открытый бой на старте первого раунда, но Цзю действует более агрессивно и даже беспечно. В первом раунде были эпизоды с обоих сторон, но Бахрам был точнее. Второй раунд начался с обмена ударами в котором Цзю оказался в нокдауне от левого бокового. После непродолжительного обмена ударами Муртазалиев ещё раз отправляет Цзю во второй нокдаун. Цзю встав во второй раз идет в открытый размен, где даже доносит несколько мощным попаданий, но под занавес раунда падает снова. Звучит гонг. Этот раунд Цзю проиграл со счетом 10-6. Доктор осматривает Тима и дает добро на продолжение. В середине третьего раунда Бахрам коротким левым отправляет Цзю 4-й раз на пол. Он находит в себе силы встать, но после новых пропущенных угол Тима выбрасывает полотенце.

## Статистика профессиональных боёв
В таблице перечислены результаты всех поединков боксёров.
В каждой строке указан результат поединка. Дополнительно номер поединка обозначен цветом, который обозначает итог поединка. Расшифровка обозначений и цветов представлена в нижеследующей таблице.
| Пример | Расшифровка                     |
| ------ | ------------------------------- |
|        | Победа                          |
|        | Ничья                           |
|        | Поражение                       |
|        | Планируемый поединок            |
|        | Поединок признан несостоявшимся |
| КО     | Нокаут                          |
| ТКО    | Технический нокаут              |
| PTS    | Решение судей (по очкам)        |
| UD     | Единогласное решение судей      |
| MD     | Решение большинства судей       |
| SD     | Раздельное решение судей        |
| RTD    | Отказ от продолжения боя        |
| DQ     | Дисквалификация                 |
| NC     | Поединок признан несостоявшимся |

| 23 поединка, 23 победы (17 нокаутом). | 23 поединка, 23 победы (17 нокаутом). | 23 поединка, 23 победы (17 нокаутом). | 23 поединка, 23 победы (17 нокаутом). | 23 поединка, 23 победы (17 нокаутом).                                         | 23 поединка, 23 победы (17 нокаутом). | 23 поединка, 23 победы (17 нокаутом). |
| Бой                                   | Рекорд                                | Дата боя                              | Соперник                              | Место проведения боя                                                          | Результат                             | Примечание |
| ------------------------------------- | ------------------------------------- | ------------------------------------- | ------------------------------------- | ----------------------------------------------------------------------------- | ------------------------------------- | --- |
| 23                                    | 23-0                                  | 19 октября 2024                       | Тим Цзю (24-2)                        | Орландо, Флорида, США                                                         | TKO 3 (12), 1:55                      | Защитил титул чемпиона мира по версии IBF в 1-м среднем весе. |
| 22                                    | 22-0                                  | 6 апреля 2024                         | Джек Кулкай (33-4)                    | Stadthalle, Фалькензе, Германия                                               | KO 11 (12), 2:50                      | Выиграл вакантный титул чемпиона мира по версии IBF в 1-м среднем весе. |
| 21                                    | 21-0                                  | 17 декабря 2022                       | Роберто Валенсуэла-мл. (24-3)         | The Cosmopolitan of Las Vegas, Лас-Вегас, Невада, США                         | UD 8                                  | Счёт судей: 80-72, 80-72, 80-72. |
| 20                                    | 20-0                                  | 26 марта 2022                         | Ахмад Шейхо (18-7-2)                  | Armory, Миннеаполис, Миннесота, США                                           | TKO 1 (10), 1:10                      | |
| 19                                    | 19-0                                  | 17 июля 2021                          | Хиари Грей (16-5)                     | AT&T-центр, Сан-Антонио, Техас, США                                           | UD 8 (8)                              | Счёт судей: 78-74, 79-73 (дважды). |
| 18                                    | 18-0                                  | 26 сентября 2020                      | Мэнни Вудс (16-9-1)                   | Mohegan Sun Casino, Анкасвилл, Коннектикут, США                               | TKO 4 (10)                            | |
| 17                                    | 17-0                                  | 2 ноября 2019                         | Хорхе Фортеа (20-1-1)                 | MGM Grand Garden Arena, MGM Grand, Лас-Вегас, Невада, США                     | UD 12                                 | Счёт: 120-108, 119-109, 118-110. Завоевал статус обязательного претендента на титул чемпиона мира по версии IBF и вакантный титул чемпиона Евразии по версии Eurasian Boxing Parliament в 1-м среднем весе. |
| 16                                    | 16-0                                  | 18 апреля 2019                        | Бруно Леонардо Ромэй (21-6)           | СК Колизей, Грозный, Чечня, Россия                                            | TKO 1 (10), 1:50                      | |
| 15                                    | 15-0                                  | 2 февраля 2019                        | Эльвин Айала (29-12-1)                | Ford Center at The Star, Фриско, Техас, США                                   | TKO 9 (10), 2:05                      | Защитил титул чемпиона США по версии WBC United States (1-я защита Муртазалиева) в 1-м среднем весе. |
| 14                                    | 14-0                                  | 13 октября 2018                       | Норберто Гонсалес (23-11)             | Hard Rock Hotel and Casino, Лас-Вегас, Невада, США                            | UD 10                                 | Счёт: 100-90 (трижды). Завоевал вакантный титул чемпиона США по версии WBC United States в 1-м среднем весе.                                                                                                |
| 13                                    | 13-0                                  | 4 августа 2018                        | Фернандо Каркамо (23-8)               | Mark G. Etess Arena, Hard Rock Hotel & Casino, Атлантик-Сити, Нью-Джерси, США | KO 1 (10), 0:41                       | Завоевал титул чемпиона Америки по версии IBA Americas в 1-м среднем весе. |
| 12                                    | 12-0                                  | 3 марта 2018                          | Кеннет МакНил (11-3)                  | The Theater at Madison Square Garden, Нью-Йорк, США                           | TKO 5 (10), 1:08                      | |
| Бой                                   | Рекорд                                | Дата боя                              | Соперник                              | Место проведения боя                                                          | Результат                             | Примечание |

## Особенности стиля
Муртазалиев достаточно высокий боксёр для 1-го среднего веса и умело пользуется преимуществом в длине рук. «Коронка» Бахрама — классический правый прямой удар. Причём он бьёт его одинаково эффективно во всех фазах боя: навстречу, в ответ и в атаке. Большинство своих поединков он закончил именно этим ударом.